# جورج ديوك (ملحن)
جورج ديوك (بالإنجليزية: George Duke)‏ هو عازف جاز ومغني وملحن وعازف بيانو أمريكي، ولد في 12 يناير 1946 في سان رافاييل في الولايات المتحدة، وتوفي في 5 أغسطس 2013 في لوس أنجلوس في الولايات المتحدة بسبب ابيضاض الدم.

## وصلات خارجية
- الموقع الرسمي
- جورج ديوك على موقع IMDb (الإنجليزية)
- جورج ديوك على موقع ميوزك برينز (الإنجليزية)
- جورج ديوك على موقع ميوزك برينز (الإنجليزية)
- جورج ديوك على موقع ميوزك برينز (الإنجليزية)
- جورج ديوك على موقع إن إن دي بي (الإنجليزية)
- جورج ديوك على موقع أول ميوزيك (الإنجليزية)
- جورج ديوك على موقع ديسكوغز (الإنجليزية)
- جورج ديوك على موقع قاعدة بيانات الفيلم (الإنجليزية)